# Волинський експеримент

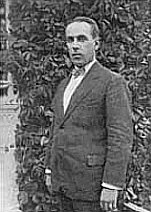
Генрик Юзевський

Волинський експеримент — культурно-політична програма керівництва Волинського воєводства у міжвоєнній Польщі, метою якої були примирення українців і поляків, підтримка української культури та призначення етнічних українців на керівні посади. Програма була покликана зробити українців лояльними до польської держави. Були також надії, що ця програма приведе до пропольських симпатій у радянській Україні та послужить потенційною допомогою польським планам щодо Радянського Союзу. Волинському експериментові протистояли як українські націоналісти із сусідньої Галичини, так і прорадянські комуністи.

## Історія
Міжвоєнний період в умовах Другої Речі Посполитої, окрім активізації радикальних політичних сил, відзначався і спробами налагодження українсько-польського співробітництва. Серед тих, хто намагався поширити ідею толерантного співжиття українців і поляків у межах довоєнної Польщі, чільне місце посідав волинський воєвода Генрик Юзевський, біографія якого була тісно пов'язана з Наддніпрянською Україною. З огляду на доволі непрості відносини української більшості Волині та її польського населення він намагався врівноважити їх і досягти порозуміння через програму державної асиміляції українського і польського населення.
Прибічник ідей Варшавської угоди, заступник міністра внутрішніх справ уряду УНР у 1920—1921 рр., член розширеного складу Українського центрального комітету у Варшаві Генрик Юзевський вважався за найкращого знавця української проблематики. Письменниця Марія Домбровська характеризувала його так: «Красивий, холодний, благородний, ідейний і разом із тим чудовий гравець. Я дивлюсь на нього як на рідкісний у Польщі феномен, можливо, поряд із Маршалом Пілсудським, — єдиний».
Прагматичне бачення української проблеми дало змогу Генрикові Юзевському виробити концепцію багатовекторного «волинського експерименту», започаткованого 20 серпня 1928 р. у Луцьку на з'їзді послів і сенаторів Безпартійного блоку співпраці з урядом. Діставши призначення на Волинь, Генрик Юзевський писав: «Багато моїх приятелів вважали, що моє призначення на Волинь із попередньої посади — керівника Кабінету Голови Ради Міністрів — це пониження. Ніхто не думав, що власне в Луцьку прийде до мене і буде зі мною найбільша пригода мого життя. …Я розпочинав битву за Волинь, Польщу, Україну, битву за самого себе».
Теоретичною та ідеологічною основою «волинського експерименту» були концепція прометеїзму та Варшавська угода 1920 р. Зміст програми Юзевського визначався спробами започаткувати польсько-українське порозуміння та співпрацю, підтримкою проурядових українських сил в особі колишніх соратників Симона Петлюри, які після поразки революції осіли у Волинському воєводстві, та активною боротьбою з будь-якими противниками польської держави.
Наголошуючи на потребі розвитку лояльного до держави українського культурного, суспільного, політичного життя, Генрик Юзевський оминав увагою ідею автономії краю, акцентував на інтеграції останнього до складу Польщі. Ефективною формою польсько-української співпраці воєвода вважав створення мішаних за національним складом громадських організацій, які мали охопити всі сфери суспільно-політичного життя.
Намагаючись наблизити представників польської адміністрації до місцевого населення, Генрик Юзевський говорив про необхідність розвитку української мови і культури, зобов'язував державних і самоврядних посадовців розмовляти з місцевими жителями українською. Для цього соратник воєводи Йоахим Волошиновський спільно з Модестом Левицьким видав друком посібник «Скорочений курс української мови» в десяти лекціях із маленьким словником.
У сфері культурно-мистецького життя Волині серед ініціатив воєводи було створення у 1929 р. краєзнавчого музею в Луцьку, а також Волинського наукового товариства. За підтримки воєводської адміністрації діяв Волинський український театр, заснований колишнім артистом Київського державного театру Миколою Певним. Юзевський переймався питанням урегулювання міжконфесійних проблем на теренах воєводства. Намагаючись обмежити вплив Москви на православне населення краю, розуміючи значення церкви та релігії для державної політики, він вимагав дерусифікації Православної церкви в Польщі й одночасно підтримував вимоги її українізації.
За десятиліття врядування Юзевського зросла кількість дітей, охоплених початковою освітою, збільшилося число початкових шкіл. Одначе до українського шкільництва воєвода ставився упереджено: віддавав перевагу польським школам з українською мовою як обов'язковим предметом викладання, а частка початкових українських шкіл на Волині залишалася мізерною.
Здобутком «волинського експерименту» стало поліпшення економічного розвитку краю, що мало би привести до послаблення суспільних конфліктів і міжнаціональних антагонізмів. Головна увага приділялася перебудові аграрної системи, залученню державних інвестицій, будівництву доріг із твердим покриттям і залізничних шляхів, створенню перспективних планів розбудови міст і містечок краю тощо. Водночас, воєвода старався відмежувати Західну Волинь від впливів Східної Галичини «сокальським кордоном» — фрагментом кордону між Австро-Угорщиною та Російською імперією перед Першою світовою війною, який після Ризького договору відділяв Волинське від Львівського та Тернопільського воєводств. Важким ударом для українців Волині стала ліквідація «Просвіти», витіснення кооперативів, що підпорядковувалися Ревізійному союзу українських кооперативів із центром у Львові тощо.
Важливими складниками політики Юзевського була боротьба з комунізмом і націоналізмом, а терпимість до українців мала гарантувати спокій на кордонах Другої Речі Посполитої та скласти противагу політиці "українізації в УСРР.
Політична концепція волинського воєводи знаходила чимало критиків як серед поляків, так і серед українців, тому ліберальна модель не мала шансів на втілення в умовах міжвоєнної Польщі. У квітні 1938 р. Генрика Юзевського перевели на посаду воєводи в Лодзь, а «волинський експеримент» згорнули.
Питання «волинського експерименту» порушив у своєму романі Ендек Пшемислав Лис-Маркевич.